# Morral
|  | Per a altres significats, vegeu «Antoni Morral Corominas». |

Morral és una població dels Estats Units a l'estat d'Ohio. Segons el cens del 2000 tenia 388 habitants.

## Demografia
Segons el cens del 2000, Morral tenia 388 habitants, 147 habitatges, i 114 famílies. La densitat de població era de 55,3 habitants per km².
Dels 147 habitatges en un 35,4% hi vivien nens de menys de 18 anys, en un 70,7% hi vivien parelles casades, en un 4,1% dones solteres, i en un 21,8% no eren unitats familiars. En el 18,4% dels habitatges hi vivien persones soles el 5,4% de les quals corresponia a persones de 65 anys o més que vivien soles. El nombre mitjà de persones vivint en cada habitatge era de 2,64 i el nombre mitjà de persones que vivien en cada família era de 3,03.
Per edats la població es repartia de la següent manera: un 26,3% tenia menys de 18 anys, un 7,7% entre 18 i 24, un 28,4% entre 25 i 44, un 24,5% de 45 a 60 i un 13,1% 65 anys o més.
L'edat mediana era de 38 anys. Per cada 100 dones de 18 o més anys hi havia 95,9 homes.
La renda mediana per habitatge era de 39.167 $ i la renda mediana per família de 39.861 $. Els homes tenien una renda mediana de 31.250 $ mentre que les dones 18.977 $. La renda per capita de la població era de 16.272 $. Aproximadament el 6,7% de les famílies i el 6,5% de la població estaven per davall del llindar de pobresa.

## Poblacions properes
El següent diagrama mostra les poblacions més properes.